# Mali Miletinac
Mali Miletinac es una localidad de Croacia situada en el municipio de Đulovac, en el condado de Bjelovar-Bilogora. Según el censo de 2021, tiene una población de 14 habitantes.

## Demografía
| Gráfica de población de Mali Miletinac 1857-2021                    |
|                                                                     |
| Según los censos de población de la Oficina de Estadísticas Croata. |